# Wydział Wokalno-Aktorski Akademii Muzycznej im. Grażyny i Kiejstuta Bacewiczów w Łodzi
Wydział Wokalno-Aktorski Akademii Muzycznej im. Grażyny i Kiejstuta Bacewiczów w Łodzi – jeden z czterech wydziałów Akademii Muzycznej im. Grażyny i Kiejstuta Bacewiczów w Łodzi. Jego siedziba znajduje się przy ul. Gdańskiej 32 w Łodzi.

## Struktura
- Katedra Wokalistyki
- Katedra Musicalu i Choreografii[2]

## Kierunki studiów
- wokalistyka
- musical
- choreografia i technika tańca
- wokalistyka estradowa[3]

## Władze
Dziekan: prof. dr hab. Urszula Kryger

Prodziekan: dr Agata Górska-Kołodziejska